# Heimsbrunn

Heimsbrunn este o comună în departamentul Haut-Rhin din estul Franței. În 2009 avea o populație de 1.453 de locuitori.

## Evoluția populației
| An        | 1975 | 1982 | 1990  | 1999  | 2006  | 2009  |
| --------- | ---- | ---- | ----- | ----- | ----- | ----- |
| Populație | 830  | 983  | 1.098 | 1.218 | 1.395 | 1.453 |